# Кюмбдхен
Кюмбдхен (нім. Kümbdchen) — громада в Німеччині, розташована в землі Рейнланд-Пфальц. Входить до складу району Рейн-Гунсрюк. Складова частина об'єднання громад Зіммерн.
Площа — 3,21 км2. Населення становить 506 ос. (станом на 31 грудня 2020).